# Richard Roundtree

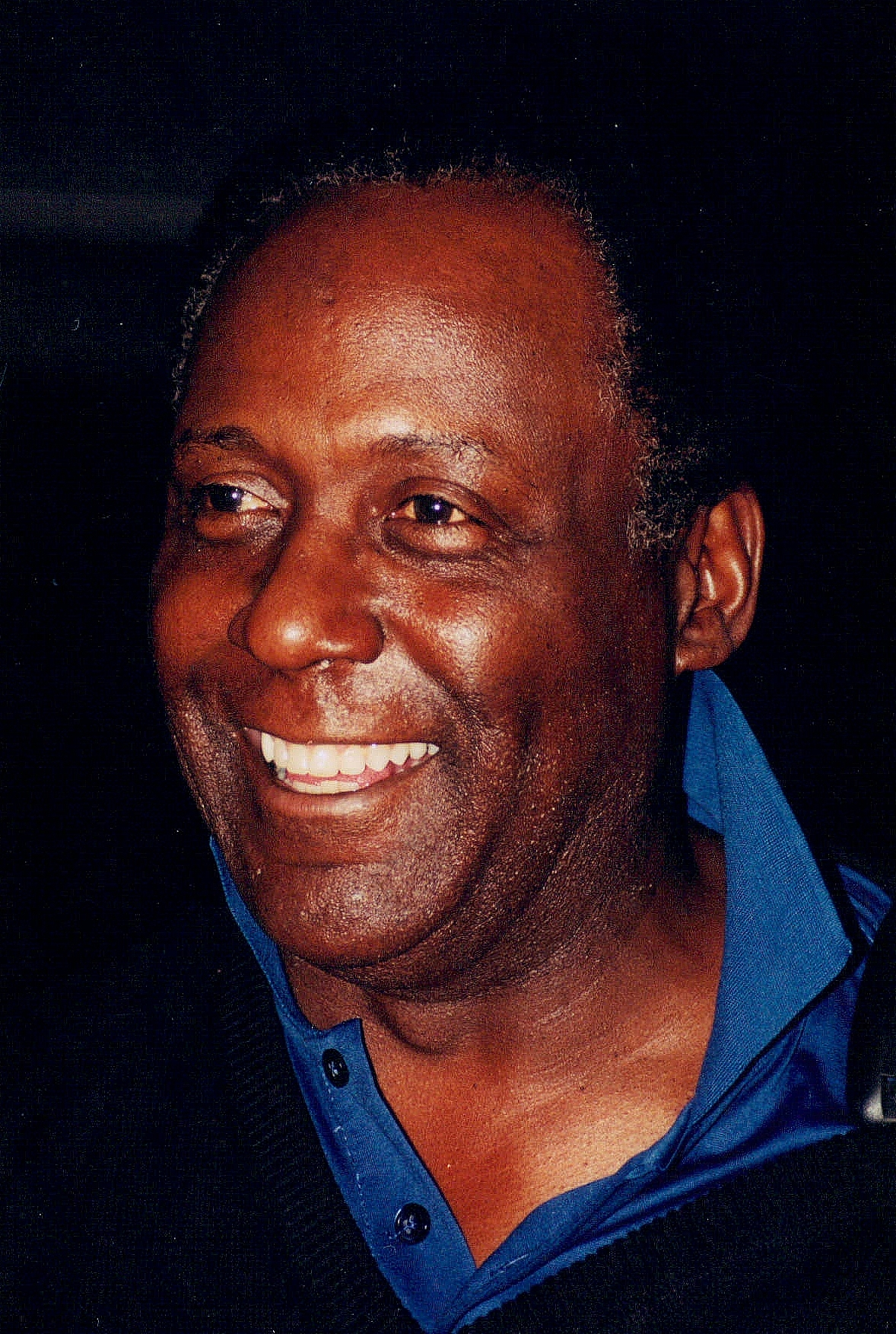
Richard Roundtree, 2001

Richard Roundtree (* 9. Juli 1942 in New Rochelle, New York; † 24. Oktober 2023 in Los Angeles, Kalifornien) war ein US-amerikanischer Filmschauspieler, der durch seine Rolle als Detektiv John Shaft in dem Blaxploitation-Film Shaft (1971), den beiden Fortsetzungen und der gleichnamigen Fernsehserie bekannt wurde.

## Leben
Roundtree studierte kurzzeitig an der Southern Illinois University, um dann erfolgreich als Model zu arbeiten. In den 1960er Jahren wurde er Mitglied der Negro Ensemble Company und begann als Theaterschauspieler in New York tätig zu sein. 1971 übernahm er die Hauptrolle in Shaft. Roundtree wurde infolgedessen einer der wichtigsten Schauspieler des Blaxploitation-Genres in den 1970er Jahren. Nach dem Erfolg mit der Shaft-Serie waren seine weiteren Filme bis zum Anfang der 1990er Jahre mit wenigen Ausnahmen nicht sehr erfolgreich. Zu den Ausnahmen zählen Filme wie Erdbeben (1974) oder City Heat – Der Bulle und der Schnüffler (1984), in denen Roundtree allerdings nur in Nebenrollen zu sehen war.

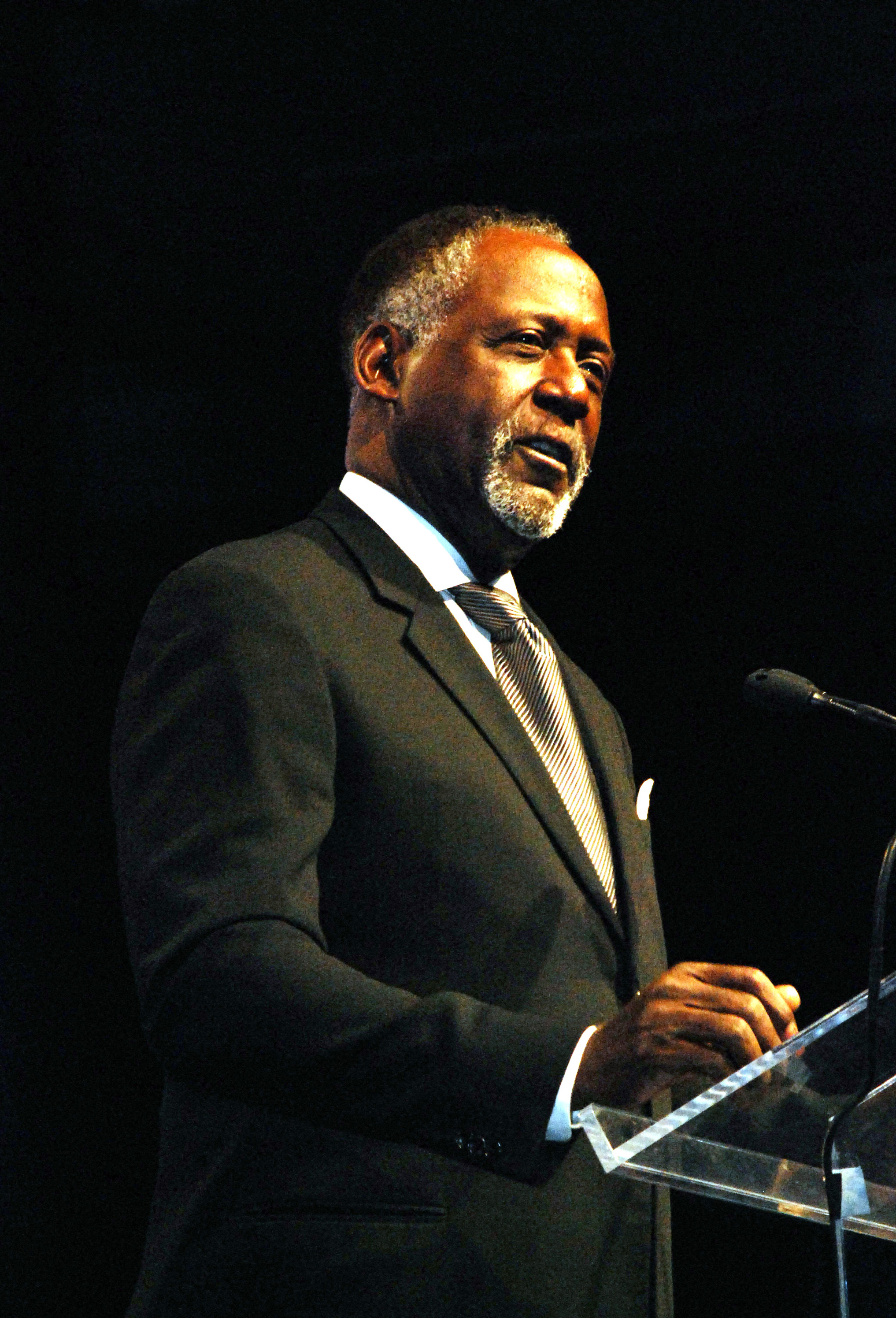
Richard Roundtree (2007)

Ab Anfang der 1990er Jahre wurde er aufgrund seiner Schauspielkarriere zu einer Filmikone. Dadurch spielte er auch wieder in erfolgreicheren Filmen mit, wie David Finchers Sieben und dem Film Shaft – Noch Fragen?, in dem er seine Rolle als John Shaft wieder aufnahm, diesmal jedoch in einer Nebenrolle, da sich die Geschichte um Shafts Neffen dreht. In der gleichen Rolle war er auch 2019 in Shaft zu sehen. 2002 verkörperte er Jack Blackburn im Film Joe & Max. Roundtrees Schaffen für Film und Fernsehen umfasst mehr als 150 Produktionen in über 50 Jahren.
Bei Richard Roundtree wurde im Jahr 1993 Brustkrebs diagnostiziert, weswegen er sich in den folgenden Jahren einer langwierigen, aber erfolgreichen Behandlung unterzog. Er starb am 24. Oktober 2023 im Alter von 81 Jahren an Bauchspeicheldrüsenkrebs.
Roundtree war von 1963 bis 1973 in erster Ehe mit Mary Jane Grant und in zweiter Ehe von 1980 bis 1998 mit Karen Michelle Ciernia verheiratet und war Vater von vier Töchtern und einem Sohn.

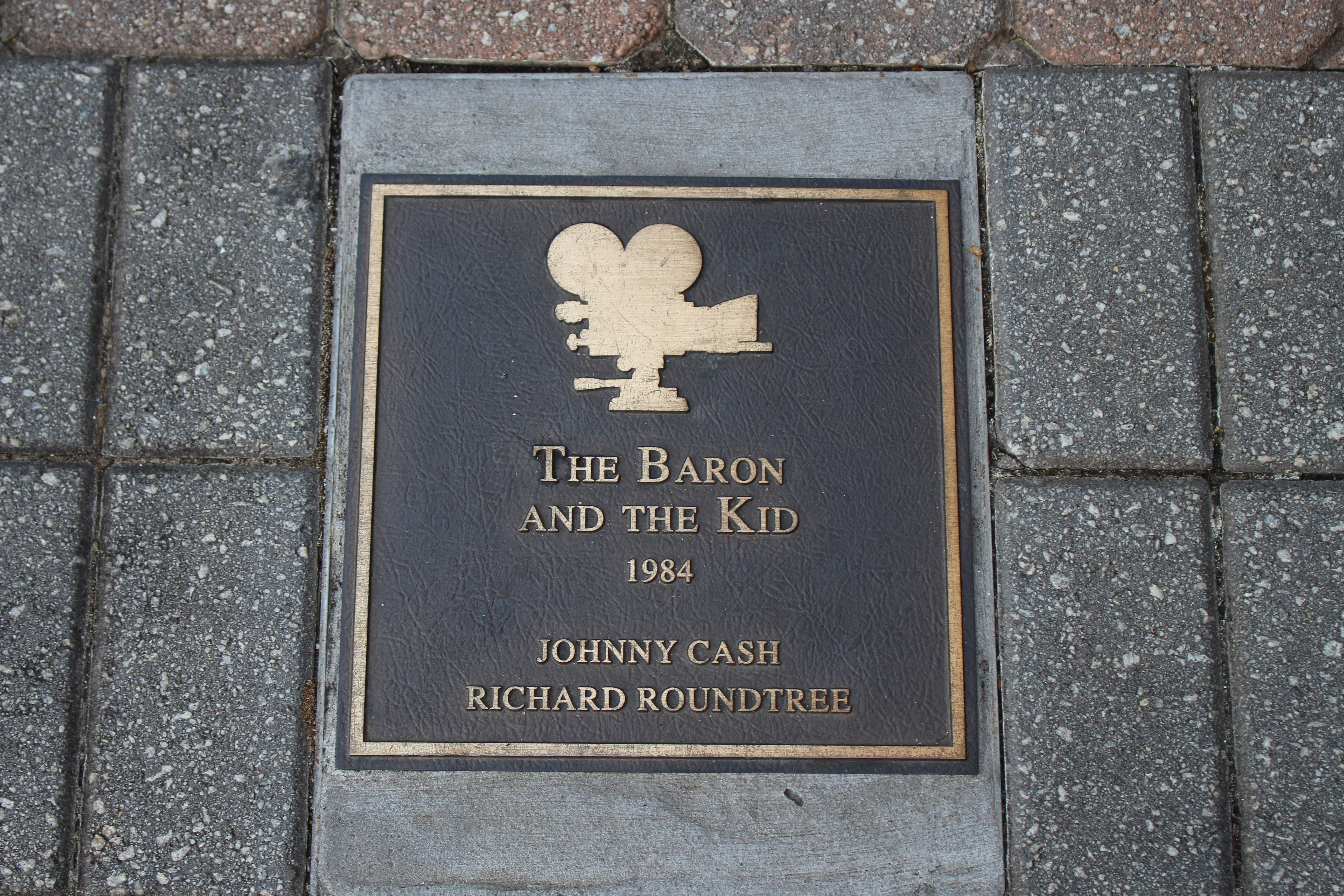
The Baron and The Kid Bodenplatte, Griffin

## Filmografie (Auswahl)
- 1971: Shaft
- 1972: Liebesgrüße aus Pistolen (Shaft’s Big Score)
- 1973: Unter tödlicher Sonne (Charley One-Eye)
- 1973: Shaft in Afrika (Shaft in Africa)
- 1973–1974: Shaft (Fernsehserie, 7 Folgen)
- 1974: Erdbeben (Earthquake)
- 1975: Freitag und Robinson (Man Friday)
- 1977: Roots (Miniserie, eine Folge)
- 1979: Flucht nach Athena (Escape to Athena)
- 1979: Spiel der Geier (Game for Vultures)
- 1981: Inchon
- 1981: Der Gigant (An Eye for an Eye)
- 1982: American Monster (Q: The Winged Serpent)
- 1983: Magnum P.I. (Fernsehserie, Folge 3x20, Two Birds Of A Feather)
- 1984: City Heat – Der Bulle und der Schnüffler (City Heat)
- 1988: Maniac Cop
- 1988: Mord ist ihr Hobby (Murder, She Wrote), Fernsehserie, Folge 5x07, Der letzte Flug der Dixie Damsel (The Last Flight Of The Dixie Damsel)
- 1989: Crack House
- 1990: MacGyver (Fernsehserie, Folge 6x01 Tough Boys)
- 1992: Schuld war nur der Weihnachtsmann (Christmas in Connecticut)
- 1993: Amityville – A New Generation
- 1995: Sieben (Se7en)
- 1997: Steel Man (Steel)
- 1997: George – Der aus dem Dschungel kam (George of the Jungle)
- 2000: Shaft – Noch Fragen? (Shaft)
- 2001: Mister Undercover (Corky Romano)
- 2002: Joe & Max
- 2002: Boat Trip
- 2002: Capone’s Boys – Blood Tough (Al’s Lads)
- 2004–2005: Desperate Housewives (Fernsehserie, 5 Folgen)
- 2005: Painkiller Jane
- 2006–2007: Heroes (Fernsehserie, 6 Folgen)
- 2008: Speed Racer
- 2011: The Mentalist (Fernsehserie, Folge 3x11)
- 2013–2019: Being Mary Jane (Fernsehserie, 33 Folgen)
- 2015: Chicago Fire (Fernsehserie, 4 Folgen)
- 2017–2018: Star (Fernsehserie, 5 Folgen)
- 2019: Lethal Weapon (Fernsehserie, eine Folge)
- 2019: Shaft
- 2019: Was Männer wollen (What Men Want)
- 2024: Thelma – Rache war nie süßer (Thelma)